# Norra och södra Villervallan

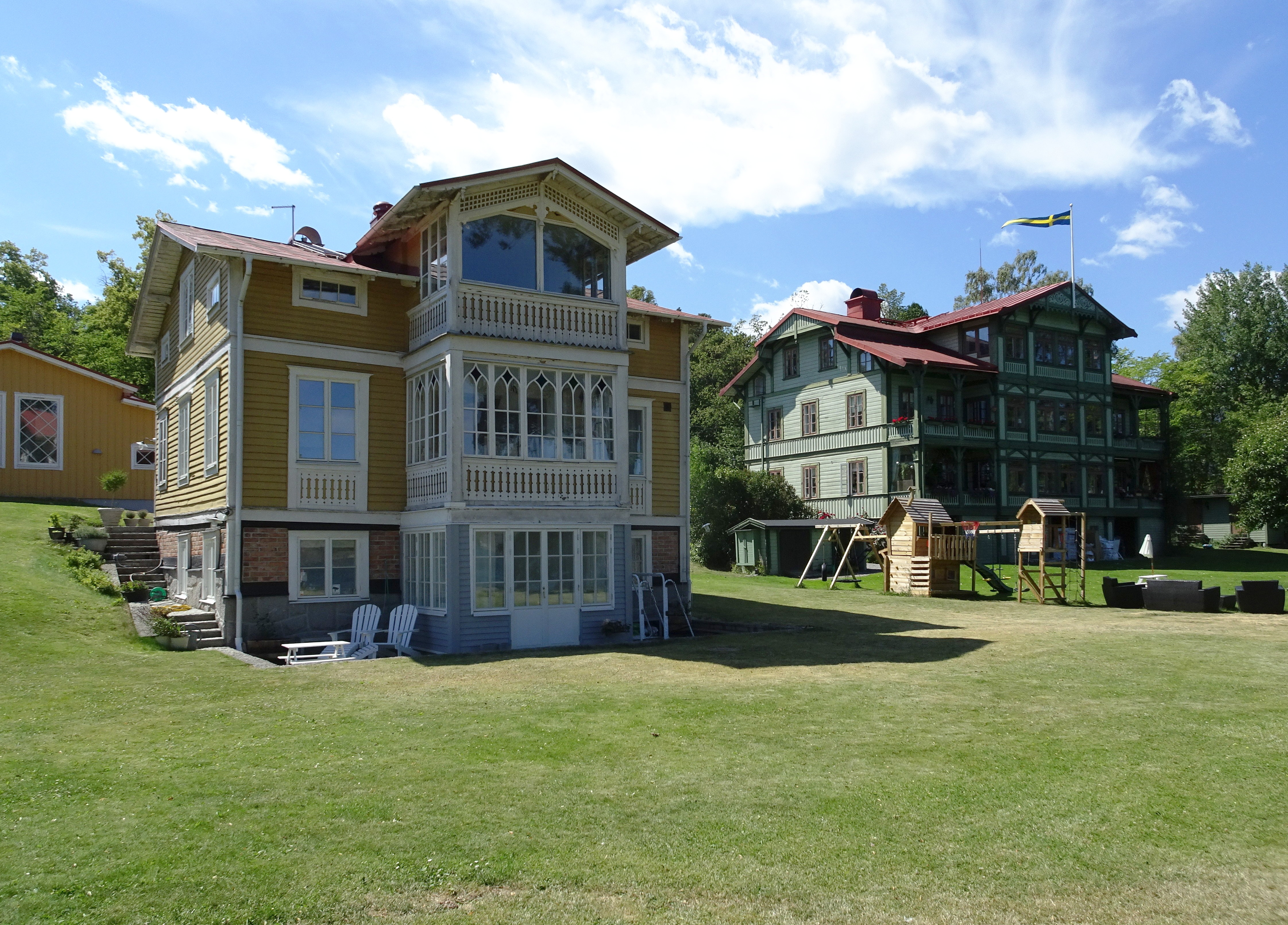
Södra (närmast) och Norra Villervallan, juli 2018.

Norra och södra Villervallan är två byggnader vid Kaknäsvägen 78-80 på Norra Djurgården i Stockholms kommun. De båda villorna ligger vid i sluttningen ner mot Lilla Värtan och uppfördes på 1800-talet. Husen är grönmarkerade av Stadsmuseet i Stockholm vilket innebär att bebyggelsen bedöms vara särskilt värdefull från historisk, kulturhistorisk, miljömässig eller konstnärlig synpunkt.

## Historik

### Bakgrund

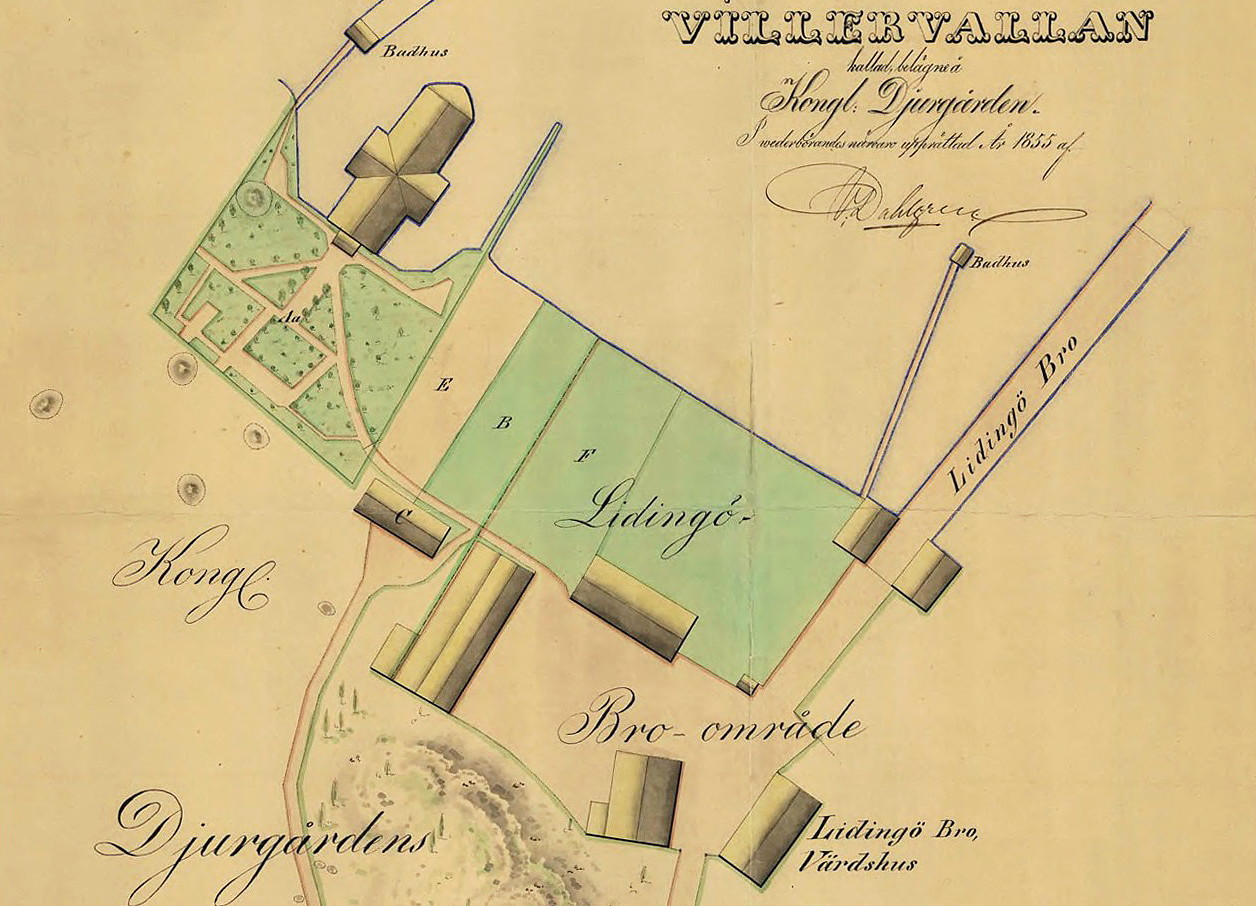
Tomten "Villervallan" 1855.

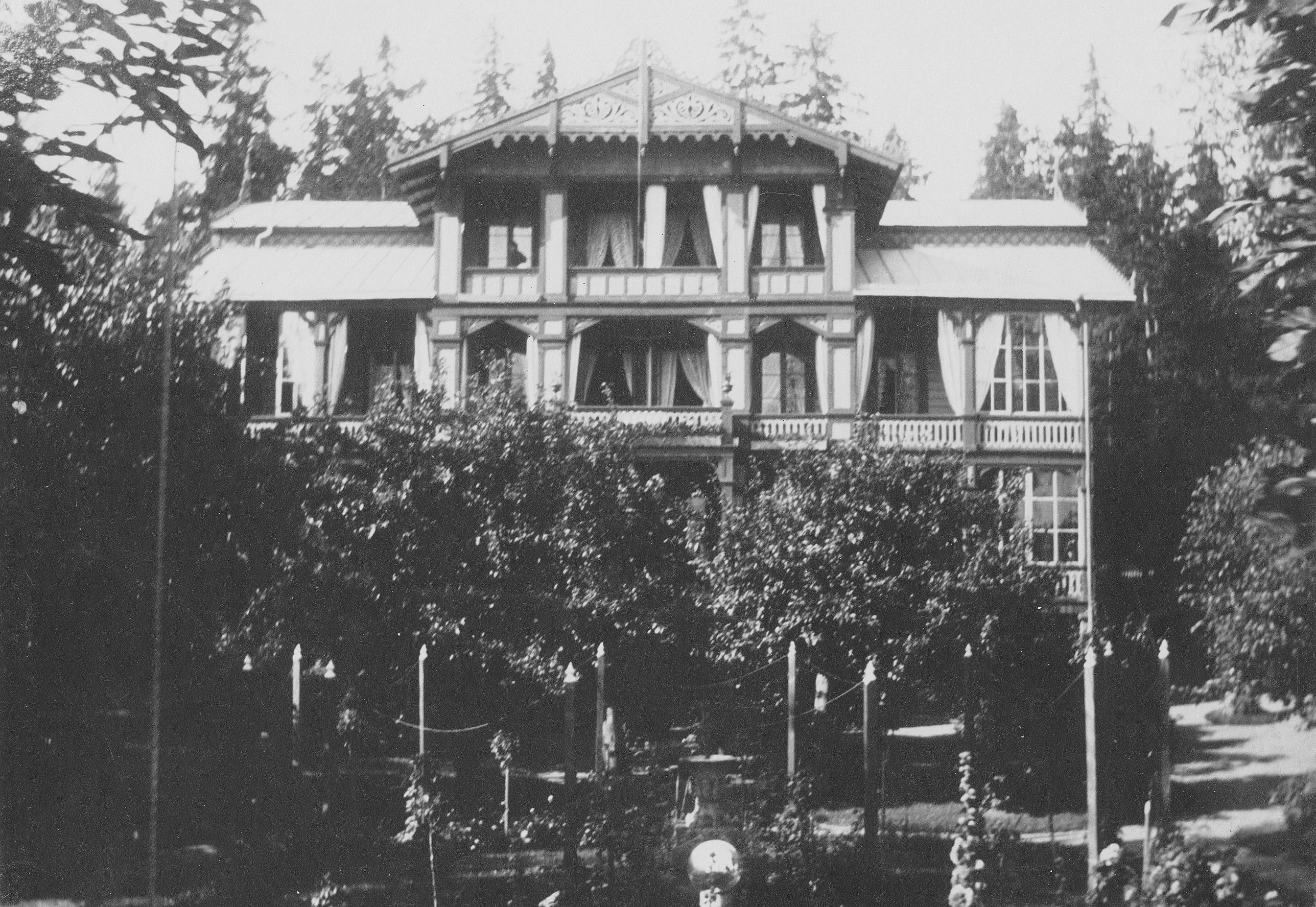
Norra Villervallan 1895.

Villorna ligger strax norr om Lidingöbro värdshus och den tidigare flottbron som sträckte sig över Lilla Värtan till Lidingön. Deras säregna namn härrör troligen från det norska fartyget Vikingavallen som blev brandskadat genom en brand på Skeppsbron 1823.
Vraket förvärvades av Olof Fresk, son till fabrikören Lars Fresk och ägare av Lidingöbro värdshus. Han lät bygga om vraket till ett badhus som kallades Badskeppet. År 1842 fick åldermannen och stenhuggaren C.G. Dubois tillstånd att flytta Badskeppet till en plats strax norr om Lidingö bro. Han nyttjade sedan Badskeppet som sommarbostad. 
År 1855 bildades en tomt kallad Villervallan ”belägen å Kongl. Djurgården. I werderbörandes närvaro upprättad År 1855 av C.P. Dahlgren”.  Denne C.P. Dahlgren var bankokommissarien Carl Peter Dahlgren, som sedermera skulle bo på föregångaren till närbelägna Villa Kusten. Han var även äldsta son till hovjägmästaren Johan Eric Dahlgren (1771-1836) som innehade grannfastigheten Kaknäs byggd 1772. .

### Norra Villervallan
År 1857 fick Dubois tillstånd att bygga villan Norra Villervallan på den nybildade tomten under förutsättning att han gjorde sig av med Badskeppet. Villan som han lät uppföra blev en stor 2½-våningars träbyggnad i tidens smak med flera verandor över varann och med rickliga utsmyckningar av lövsågerier. I mitten av 1890-talet ägdes Norra Villervallan av grosshandlaren G.M. Amilon och på 1920-talet uppges en taxeringsassistent K.H. Pousard som boende.

### Södra Villervallan
Intill (söder om) står den något mindre Södra Villervallan som uppfördes redan 1838 och kallades Södra Villervallan efter att Norra Villervallan stod färdig. Den gulmålade byggnaden har två våningar och inglasade verandor med utsikt över Lilla Värtan. 1869 blev huset bostad åt stadsmäklaren A. Norman, senare ägare var fabrikörer och grosshandlare. Båda byggnader ägs idag av bostadsrättsföreningen Villervallan med fem respektive två lägenheter.

## Bilder

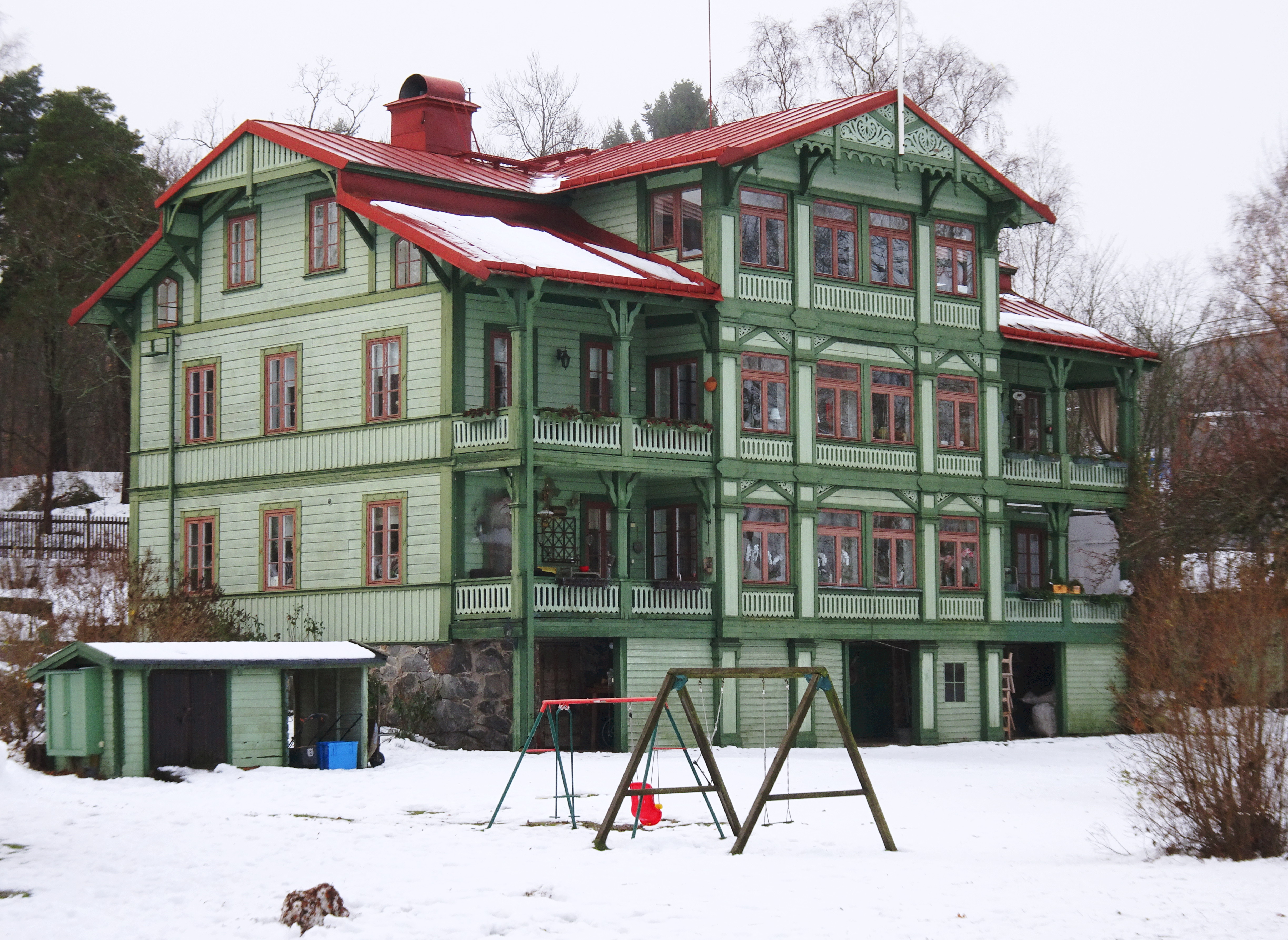
Norra Villervallan
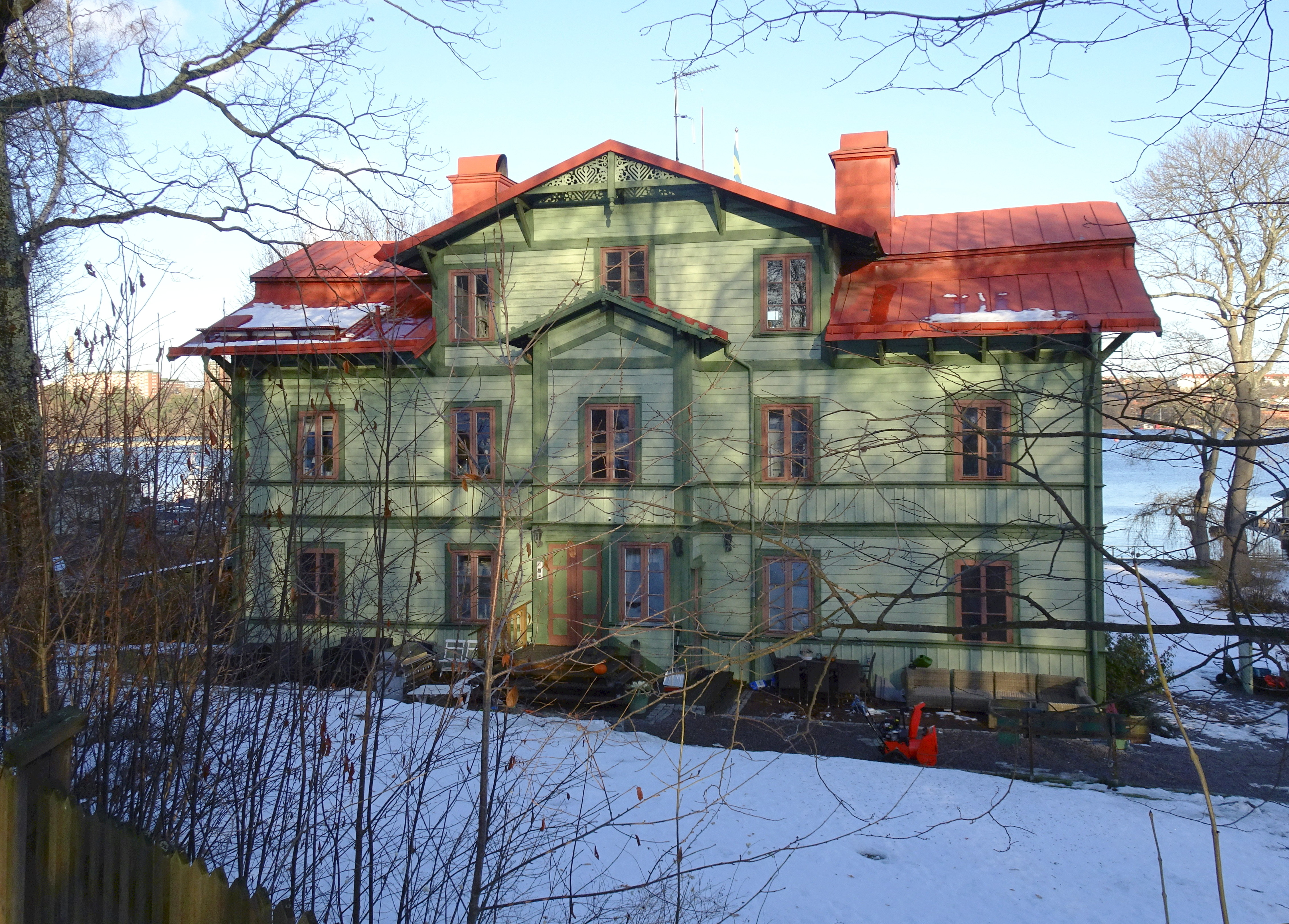
Norra Villervallan
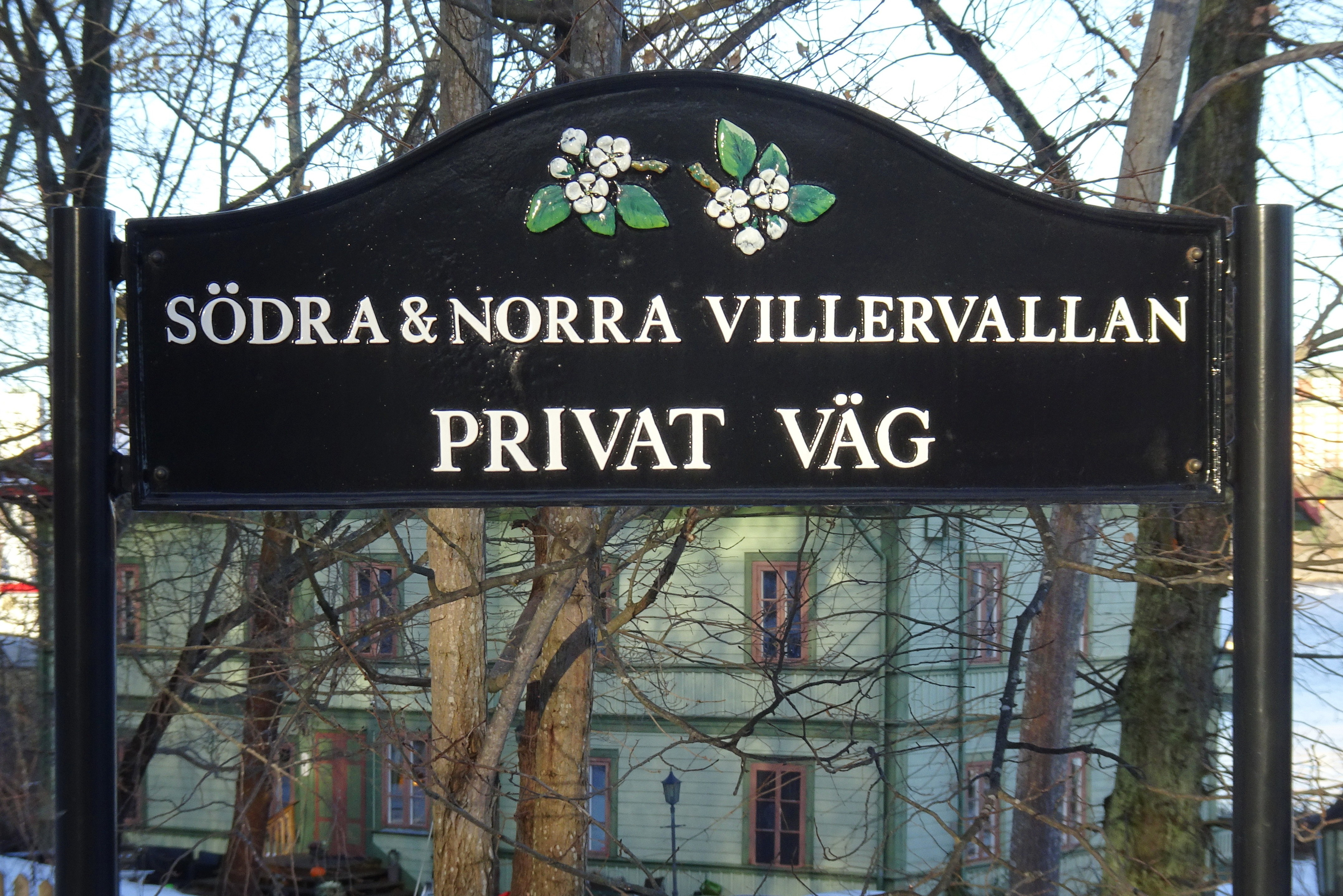
Skylt
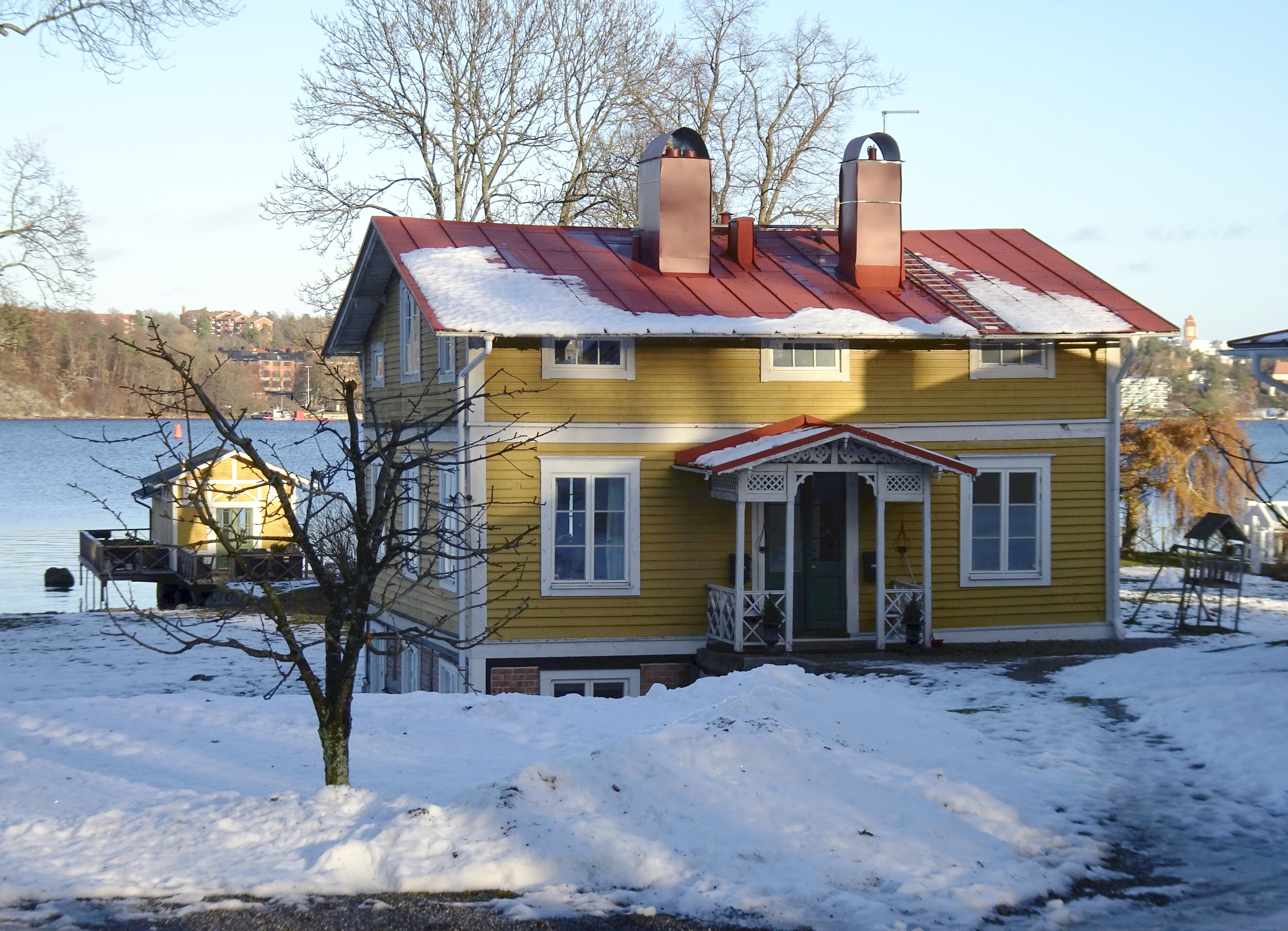
Södra Villervallan
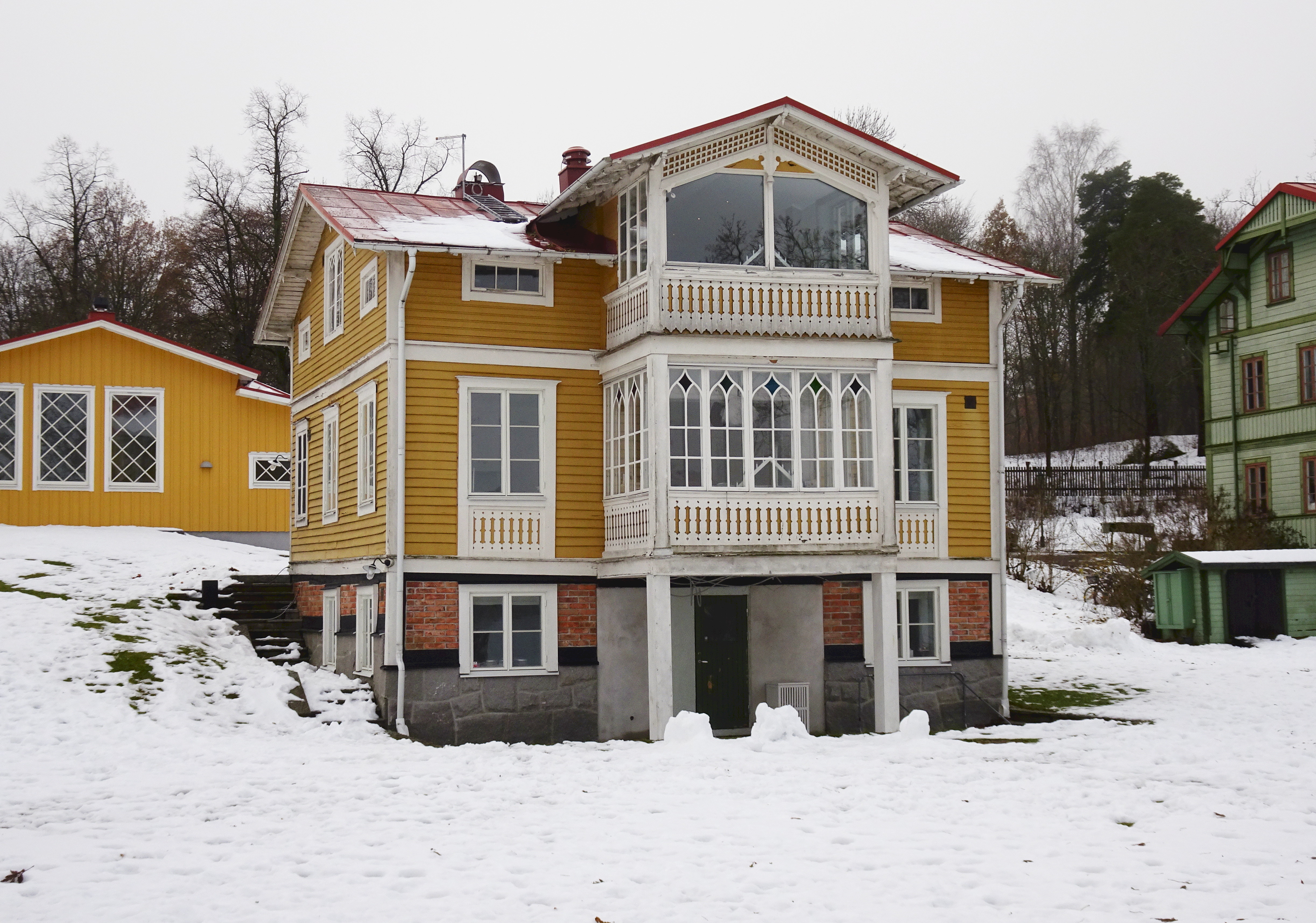
Södra Villervallan